# Vadonia
Vadonia is een kevergeslacht uit de familie van de boktorren (Cerambycidae). De wetenschappelijke naam van het geslacht werd voor het eerst geldig gepubliceerd in 1863 door Mulsant.

## Soorten
Vadonia omvat de volgende soorten:
- Vadonia bicolor (Redtenbacher, 1850)
- Vadonia bipunctata (Fabricius, 1781)
- Vadonia bisignata (Brullé, 1832)
- Vadonia bittisiensis Chevrolat, 1882
- Vadonia bolognai Sama, 1982
- Vadonia ciliciensis (Daniel K. & Daniel J., 1891)
- Vadonia danielorum Holzschuh, 1984
- Vadonia dojranensis Holzschuh, 1984
- Vadonia eckweileri Holzschuh, 1989
- Vadonia frater Holzschuh, 1981
- Vadonia gusmii Pesarini & Sabbadini, 2009
- Vadonia hirsuta (Daniel & Daniel, 1891)
- Vadonia imitatrix (Daniel K. & Daniel J., 1891)
- Vadonia insidiosa Holzschuh, 1984
- Vadonia ispirensis Holzschuh, 1993
- Vadonia mainoldii Pesarini & Sabbadini, 2004
- Vadonia moesiaca (K. Daniel & J. Daniel, 1891)
- Vadonia monostigma Ganglbauer, 1882
- Vadonia parnassensis (Pic, 1925)
- Vadonia soror Holzschuh, 1981
- Vadonia unipunctata (Fabricius, 1787)